# Vern Mikkelsen
Arild Verner Agerskov Mikkelsen (Fresno, California, 21 de octubre de 1928-Wayzata, Minnesota, 21 de noviembre de 2013) fue un jugador de baloncesto estadounidense que disputó 10 temporadas en la NBA, todas ellas en los Minneapolis Lakers. Con 2,01 metros de altura, es conocido por ser el primer jugador que evolucionó el puesto de ala-pívot en el baloncesto moderno.

## Trayectoria deportiva

### Universidad
Jugó durante 4 temporadas con los Pipers de la Universidad Hamline, en los que promedió 13,6 puntos por partido.

### Profesional
Fue elegido en la undécima posición del Draft de la NBA de 1949 por Minneapolis Lakers como elección territorial. Formó junto con George Mikan y Jim Pollard uno de los mejores frontcourt de la historia de la NBA, y juntos ganaron 4 anillos de campeón en la década de los 50. Fue elegido para el All-Star Game en seis ocasiones, e incluido en el segundo mejor quinteto de la liga en otras 4.
Acabó su carrera deportiva al finalizar la temporada 1958-59, con 30 años de edad, perdiéndose tan solo 4 partidos en las 10 temporadas que disputó. Durante 3 temporadas consecutivas fue el jugador que más faltas personales realizó, y todavía mantiene el dudoso honor de ser el jugador que más veces ha sido descalificado por faltas en toda una carrera, con 127. En total promedió 14,4 puntos y 9,4 rebotes por partido.

## Estadísticas de su carrera en la NBA
|  | Denota temporadas en las que ganó un campeonato de la NBA |

### Temporada regular
| Año      | Equipo      | PJ  | MPP  | TC%  | TL%  | RPP  | APP | PPP  |
| -------- | ----------- | --- | ---- | ---- | ---- | ---- | --- | ---- |
| 1949–50  | Minneapolis | 68  | –    | .399 | .752 | –    | 1.8 | 11.6 |
| 1950–51  | Minneapolis | 64  | –    | .402 | .676 | 10.2 | 2.8 | 14.1 |
| 1951–52  | Minneapolis | 66  | 35.5 | .419 | .761 | 10.3 | 2.7 | 15.3 |
| 1952–53  | Minneapolis | 70  | 35.2 | .435 | .752 | 9.3  | 2.1 | 15.0 |
| 1953–54  | Minneapolis | 72  | 31.2 | .374 | .742 | 8.5  | 1.7 | 11.1 |
| 1954–55  | Minneapolis | 71  | 36.0 | .422 | .747 | 10.2 | 2.0 | 18.7 |
| 1955–56  | Minneapolis | 72  | 29.2 | .386 | .804 | 8.4  | 2.4 | 13.4 |
| 1956–57  | Minneapolis | 72  | 30.5 | .377 | .807 | 8.8  | 1.7 | 13.7 |
| 1957–58  | Minneapolis | 72  | 33.2 | .410 | .786 | 11.2 | 2.3 | 17.3 |
| 1958–59  | Minneapolis | 72  | 29.7 | .390 | .806 | 7.9  | 2.2 | 13.8 |
| Total    | Total       | 699 | 32.5 | .403 | .766 | 9.4  | 2.2 | 14.4 |
| All-Star | All-Star    | 6   | 18.3 | .386 | .650 | 8.7  | 1.3 | 11.2 |

### Playoffs
| Año   | Equipo      | PJ | MPP  | TC%  | TL%  | RPP  | APP | PPP  |
| ----- | ----------- | -- | ---- | ---- | ---- | ---- | --- | ---- |
| 1950  | Minneapolis | 12 | –    | .369 | .767 | –    | 1.5 | 13.0 |
| 1951  | Minneapolis | 7  | –    | .406 | .660 | 9.6  | 2.4 | 15.6 |
| 1952  | Minneapolis | 13 | 38.1 | .432 | .828 | 8.5  | 1.5 | 13.3 |
| 1953  | Minneapolis | 12 | 33.3 | .331 | .848 | 8.7  | 2.0 | 12.0 |
| 1954  | Minneapolis | 13 | 28.8 | .459 | .861 | 5.6  | 1.3 | 10.2 |
| 1955  | Minneapolis | 7  | 29.9 | .353 | .783 | 11.1 | 1.9 | 13.7 |
| 1956  | Minneapolis | 3  | 30.0 | .423 | .900 | 5.7  | .7  | 13.3 |
| 1957  | Minneapolis | 5  | 32.4 | .398 | .647 | 8.6  | 3.4 | 17.6 |
| 1959  | Minneapolis | 13 | 28.5 | .412 | .767 | 7.2  | 1.8 | 15.5 |
| Total | Total       | 85 | 31.8 | .396 | .783 | 8.0  | 1.8 | 13.4 |

## Vida posterior
A finales de los 60 fue entrenador y general mánager del equipo de Minnesota Pipers de la American Basketball Association.
Falleció mientras dormía el 21 de noviembre de 2013 en Wayzata, Minnesota.